# Paul Delouvrier
Paul Delouvrier (Remiremont (Vosges), 25 juni 1914 - Provins (Seine-et-Marne), 16 januari 1995) was een Frans bestuurder en een van de belangrijkste stadsontwikkelaars van de eerste decennia na de Tweede Wereldoorlog.

## Biografie
In 1941 trad Delouvrier aan als functionaris voor het ministerie van financiën. Aanvankelijk volgde hij studie aan de École des cadres d'Uriage, een kaderschool van het Vichyregime in Uriage-les-Bains (Isère). Na de ontbinding van de school in 1942 trad hij toe tot het verzet en in 1944 was hij aanvoerder van een gaullistische verzetsgroep.
In november 1944 werd hij benoemd tot directeur van het kabinet voor minister van economie en financiën René Pleven. Van 1946 tot 1947 werd hij benoemd tot hoofd van het Commissariat général du Plan, het economisch planbureau van die tijd (sinds 2006 Centre d’analyse stratégique, CAS). Daarna was hij van 1947 tot 1951 directeur van het kabinet van minister René Mayer.
Daarnaast was hij van 1948 tot 1953 algemeen afgevaardigde voor belastingzaken (DGI) en bracht hij samen met Maurice Lauré de invoering van de omzetbelasting (TVA) tot stand. Van 1955 tot 1958 werkte hij voor Jean Monnet als hoofd financiën van de Hoge Autoriteit van de Europese Gemeenschap voor Kolen en Staal (EGKS) in Luxemburg. Ook leverde hij hier zijn bijdrage als expert in de totstandkoming van het Verdrag van Rome (1957). Nadat hij de statuten van de Europese Investeringsbank had opgesteld, werd hij vicevoorzitter van het instituut.
In 1958 werd hij door Charles de Gaulle voor de periode van december 1958 tot november 1960 benoemd tot algemeen afgevaardigde (Délégué Général, DG) van het gouvernement in Algerije. In deze functie had hij tot taak vrede tot stand te brengen tijdens de Algerijnse Oorlog en het Plan de Constatine uit te voeren, ook wel het Plan de développement économique et social en Algérie genoemd.
Van 1961 tot 1969 was Delouvrier DG voor de regio rondom Parijs. In deze periode introduceerde hij de ville nouvelles, ofwel de bouw van een tiental geplande steden. Hij richtte daarbij een nieuw instituut op, het Institut d'aménagement et d'urbanisme de la région d'Île-de-France (IAURP). Tegelijkertijd was hij van 1966 tot 1969 gouverneur en vicevoorzitter voor ruimtelijke ordening van het departement.
Van 1969 tot 1979 stond hij aan het hoofd van de Électricité de France. Daarna was hij tot 1984 is hij voorzitter van het stadsdeel La Villette in Parijs. Hier droeg hij bij aan de oprichting van het wetenschapsmuseum Cité des sciences et de l'industrie en de bouw van La Géode, een artistiek gebouw in de vorm van een geodetische koepel, beide in het Parc de la Villette.

## Erkenning
Naar Delouvrier zijn een gebouw in het Parc de la Villette en een plein vernoemd. Ook is zijn naam gegeven aan het museum van de kathedraal van Évry in het departement Essonne en aan het bos van Fontainebleau. Zijn werk wordt levend gehouden door het Institut Paul Delouvrier dat op 13 maart 1998 werd opgericht.
Hij werd onderscheiden met het Grootkruis in het Franse Legioen van Eer en werd in 1985 onderscheiden met de Erasmusprijs.